# 18D/Perrine-Mrkos
18D/Perrine–Mrkos es un cometa periódico del Sistema Solar, descubierto originalmente por el astrónomo argentino-estadounidense Charles Dillon Perrine desde el Observatorio Lick, (California, Estados Unidos) el 8 de diciembre de 1896. En un primer momento se puso de manifiesto la semejanza de sus elementos orbitales con los del entonces ya desaparecido cometa Biela, sin embargo cálculos posteriores desecharon la posibilidad de esta identidad.
Se consideró perdido después de la aparición de 1909, pero fue redescubierto por el astrónomo checo Antonín Mrkos desde el Observatorio Skalnate Pleso, (Eslovaquia) el 19 de octubre de 1955, usando binoculares ordinarios. Más tarde fue confirmado como 18D por Leland E. Cunningham desde el Observatorio Leuschner, (Universidad de California, Berkeley ). El cometa no ha vuelto a ser observado desde su paso por el perihelio de 1968 por lo que se le considera de nuevo desaparecido.

## Historia observacional
El cometa fue descubierto el 8 de diciembre de 1896 presentando una magnitud 8 que decayó rápidamente hasta ser casi indetectable en febrero de 1897. A partir de las observaciones de ese período el astrónomo alemán Hans Osten calculó la órbita del mismo determinando un periodo de 6,44 años y previendo su siguiente paso por el perihelio para abril-mayo de 1903 aunque ya anunciaba que no sería observable dada su esperada proximidad al Sol y su lejanía prevista respecto de la Tierra, 2 UA, cuando en ese momento estaba ya en el límite de visibilidad y estaba a apenas 1 UA.
El siguiente paso por el perihelio tuvo lugar en octubre de 1909. No fue avistado en 1916. El 3 de diciembre de 1922 fue anunciado su avistamiento por el astrónomo japonés K. Nakamura desde el Observatorio de Kyoto pero sus observaciones no pudieron ser confirmadas por ningún otro observatorio.
El cometa fue recuperado de nuevo por el astrónomo checoslovaco Antonín Mrkos el 19 de octubre de 1955. La astrónoma polaca Rozalia Szafraniec calculó de nuevo la órbita del cometa teniendo en cuenta las perturbaciones que Júpiter, pasaría a apenas 0,385 UA de dicho planeta en junio de 1959, y Saturno ejercerían sobre el cometa y determinó un nuevo paso por el perihelio en febrero de 1962.
El cometa se observó por última vez durante el paso del perihelio de 1968 cuando pasó a 0,3144  AU (47 030 000  km) de la Tierra. El cometa no ha sido observado durante los siguientes pasos por el perihelio:
- 2 de agosto de 1975
- 16 de mayo de 1982
- 28 de febrero de 1989
- 6 de diciembre de 1995
- 10 de septiembre de 2002
- 17 de abril de 2009
- 26 de febrero de 2017

El próximo paso por el perihelio previsto sería el 1 de enero de 2025, pero el cometa se considera actualmente perdido ya que no se ha visto desde enero de 1969.